# Jönköpings västra elementarläroverk för flickor
Jönköpings västra elementarläroverk för flickor, vanligen benämnd Santessonska skolan, var en privat flickskola i Jönköping. Den grundades av systrarna Anna och Janna Santesson 1885. Den var först inrymd i olika lokaler på Väster och fick 1895 permanenta lokaler på Västra Storgatan 21, med ingång också från Skolgatan 19. 
Såväl Santessonska skolan som Östra flickskolan kommunaliserades 1935 i Kommunala flickskolan i Jönköping, vilket följde en läroverksreform 1927. De båda privata flickskolorna gjorde en begäran om en omorganisation till kommunal flickskola, vilket beviljades av stadsfullmäktige i februari 1935 och därefter av Kungl Maj:t. 

## Att läsa vidare
- Elisabeth Dahr: Flickskolor i Jönköping – historik, Föreningen för svensk undervisningshistoria, Stockholm 1975, ISBN  9185130079